# Beaugency
Beaugency es una ciudad y comuna francesa situada en la orilla oriental del río Loira, perteneciente a la región de Centre y al departamento de Loiret. Posee una gran importancia artística y cultural, siendo además un fuerte atractivo turístico en la región. De hecho, la ciudad está situada en una zona del curso del Loira considerada Patrimonio de la Humanidad.

## Demografía
| 4 515 | 4 842 | 4 520 | 4 920 | 4 844 | 4 849 | 4 851 | 5 258 | 5 072 | 5 052 | 5 029 | 4 635 | 4 466 | 4 439 | 4 544 | 4 313 | 3 994 | 3 761 | 3 635 | 3 532 | 3 250 | 3 292 | 3 502 | 3 560 | 3 573 | 4 052 | 4 401 | 5 530 | 6 534 | 7 190 | 6 917 | 7 106 | 7 648 |
| Para los censos de 1962 a 1999 la población legal corresponde a la población sin duplicidades (Fuente: INSEE [Consultar]) |       |       |       |       |       |       |       |       |       |       |       |       |       |       |       |       |       |       |       |       |       |       |       |       |       |       |       |       |       |       |       |       |

## Historia
El 11 de marzo de 1152 el concilio de Beaugency anuló el matrimonio entre Leonor de Aquitania y Louis VII en Notre-Dame de Beaugency.
Debido a su situación estratégica, la ciudad de Beaugency fue ocupada hasta cuatro veces por Inglaterra durante la guerra de los Cien Años. La famosa batalla de Beaugency, que terminó el 26 de septiembre de 1429 tras seis días de asedio, supondría la derrota de los ingleses a manos del ejército francés, capitaneado por Juana de Arco, consiguiendo así que la ciudad volviera a manos francesas.
En 1567, los protestantes incendiarían la ciudad, provocando daños al castillo, así como graves destrozos en la iglesia.
Durante la Segunda Guerra Mundial, la ciudad fue bombardeada por los nazis en diversas ocasiones. El 16 de septiembre de 1944, el general alemán Botho Henning Elster, al mando de 18.850 soldados y 754 oficiales, se rendiría al General Robert Macon, bajo cuyo mando se encontraba la 83.ª división de infantería de Estados Unidos. La rendición se produjo en el puente de Beaugency que cruza el río Loira.

## Economía
Actualmente, la mayor parte de la economía de Beaugency tiene su base en el turismo, pues su valor artístico e histórico hace que la ciudad reciba gran cantidad de visitantes. Tal afluencia se ve además favorecida por su cercanía a Orleans, así como por su situación en una zona de la ribera del Loira especialmente turística.

## Arte y monumentos
- Museo Daniel Vannier.
- L'Hôtel-Dieu.
- Abadía de Notre-Dame.
- L'Hôtel de Ville.
- Puente de Beaugency.
- Le Clocher porche de Saint Firmin.
- Castillo de Beaugency.
- La Maison des Templiers

## Enlaces externos

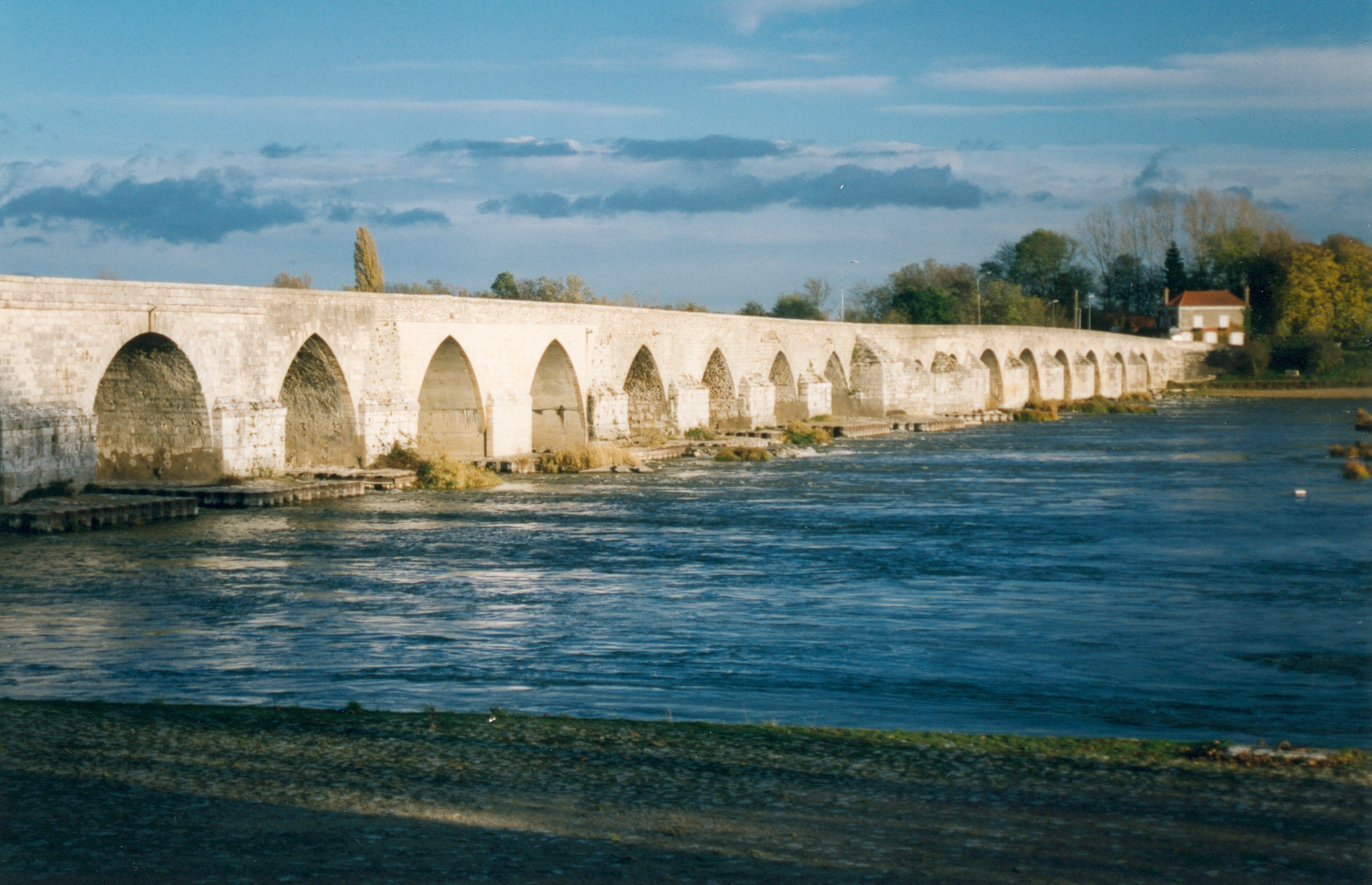
Puente de Beaugency sobre el Loira, objetivo de los esfuerzos de Juana de Arco. Se encuentra perfectamente conservado.